# Minamoto no Yoriie
Minamoto no Yoriie (源頼家?  Kamakura, 11 de septiembre de 1182-14 de agosto de 1204) fue el segundo shōgun del shogunato Kamakura de Japón.

## Biografía
Fue el primer hijo del primer shogun Minamoto no Yoritomo y su madre fue Hōjō Masako.

Con la muerte de su padre en 1199, Yoriie se convertiría en líder del clan Minamoto y nombrado shōgun en 1202. No obstante su abuelo Hōjō Tokimasa usurpó el poder militar y político del shogunato, dejando el título de shogun a una figura nominal. Las presiones entre los clanes Minamoto y Hōjō desencadenaron en el derrocamiento de Yoriie en 1203 y condenado con el arresto domiciliario por ser acusado de una conspiración contra el clan Hōjō y asesinado por miembros de este clan en 1204. Le sucedería como shōgun su hermano menor Minamoto no Sanetomo

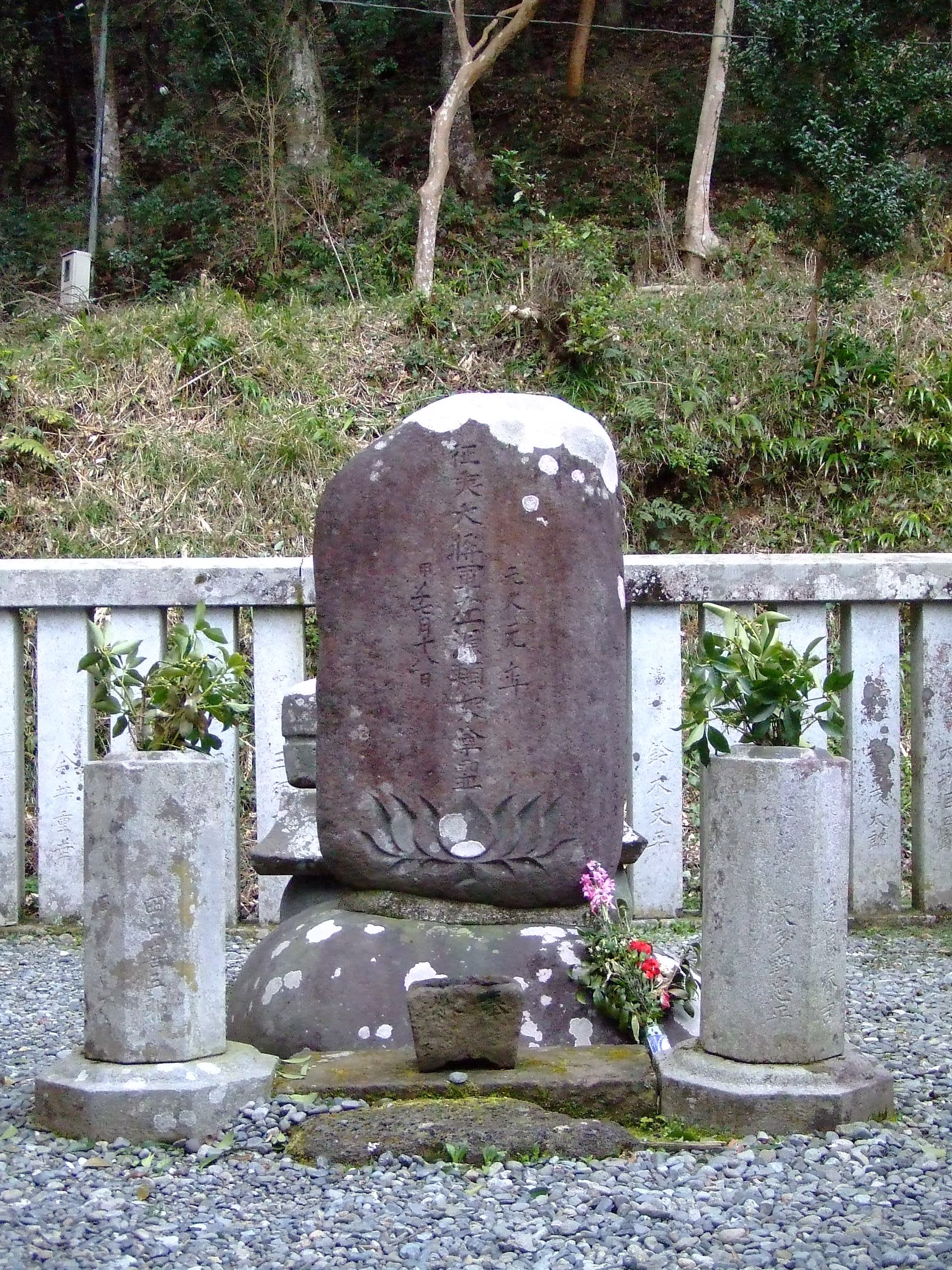
Tumba de Minamoto no Yoriie's en Shuzenji, Izu.